# Diritti disponibili
I diritti disponibili sono diritti che, al contrario di quelli indisponibili, possono essere alienati dal titolare (trasferiti ad altri) o essere oggetto di rinuncia.
Nell'ordinamento giuridico italiano sono esempi di diritti disponibili i diritti patrimoniali in genere, come il diritto di proprietà e di obbligazione.

## Disponibilità dei diritti patrimoniali
I diritti patrimoniali sono disponibili per antonomasia, salvo che non si eccedano i limiti stabiliti dalla legge (la piena disponibilità di un bene può essere limitata a tutela della pubblica incolumità o dell'interesse pubblico). Una particolare eccezione è rappresentata dall'usura, una pratica che molti ordinamenti giuridici puniscono come reato anche se si basa sul consenso della vittima ad accettare a proprio danno le condizioni poste dal creditore.

## Disponibilità di alcuni diritti non patrimoniali
Sono considerati diritti disponibili anche quello alla riservatezza, il diritto all'inviolabilità dei segreti privati e il diritto all'inviolabilità del domicilio.